# Frankie Muniz
Francisco James Muniz IV, mer känd som Frankie Muniz, född 5 december 1985 i Wood-Ridge, New Jersey, är en amerikansk skådespelare, racerförare och musiker. Muniz har nominerats för bland annat en Emmy- och två Golden Globe-utmärkelser.
Muniz växte upp i Knightdale i North Carolina och upptäckte sitt teaterintresse när han såg sin äldre syster vara med i en pjäs. När deras föräldrar skilde sig flyttade han med sin mor till Kalifornien.
Muniz är även professionell racerförare i Atlantic Championship, där han tog sin första topp fem-placering säsongen 2009. Han menade i en intervju 2007 att han var den bäste kändisracerföraren någonsin och påstod att han skulle kunna besegra Michael Schumacher, vilket väckte löje inom den amerikanska racingen.

## Övrigt
Muniz är en ivrig anhängare av Arizona Cardinals.
Den 30 november 2012 blev Muniz inlagd på sjukhus efter att ha en "mini-stroke", en transitorisk ischemisk attack. Han drabbades av en andra attack ett år senare i november 2013.

## Filmografi

### Film
- To Dance with Olivia
- What the Deaf Man Heard
- Lost & Found
- Little Man
- Miracle in Lane 2
- Dr. Dolittle 2
- My Dog Skip
- Deuces Wild
- Agent Cody Banks
- Stuck on You
- Agent Cody Banks 2: Destination London
- Racing Stripes
- Stay Alive
- Danny Roane: First Time Director
- Choose Your Own Adventure: The Abominable Snowman
- My Sexiest Year
- Big Fat Liar
- Walk Hard: The Dewey Cox Story
- Extreme Movie
- The Legend of Secret Pass
- Pizza Man
- Blast Vegas
- Hot Bath an' a Stiff Drink 2
- Road To Capri
- Sharknado 3: Oh Hell No!

### TV
- Spin City
- Sabrina, the Teenage Witch
- 2000's Kid's Choice Awards
- Malcolm in the Middle
- The Andy Dick Show
- The Simpsons
- The Fairly OddParents
- Moville Mysteries
- Lizzie McGuire
- Titus
- The Nightmare Room
- Fillmore!
- Moville Mysteries
- Clifford the Big Red Dog
- Arrested Development
- Criminal Minds
- Last Man Standing
- Don't Trust the B---- in Apartment 23
- The Mysteries of Laura
- The Rookie[2]